# Lód XIV

Diagram fazowy wody w szerokim zakresie ciśnień

Lód XIV – rombowa, metastabilna odmiana lodu. Występuje w niskich temperaturach, w obszarze stabilności lodu XV, a także w niższym ciśnieniu.

## Charakterystyka
W krysztale takiego lodu komórka elementarna zawiera 12 cząsteczek wody. Wiązania wodorowe są w nim uporządkowane przestrzennie; odmiana polimorficzna tego lodu o nieuporządkowanych wiązaniach to lód XII. Lód XIV wytworzono z lodu XII w temperaturze poniżej 118 K (-155 °C), pod ciśnieniem 810 MPa, dzięki domieszkowaniu kwasem solnym, które ułatwia reorientację cząsteczek i uporządkowanie wiązań. Przy izobarycznej zmianie temperatury przemiana jest odwracalna. Gęstość takiego lodu to 1,29 g/cm³.